# Caribiske plade
Den Caribiske Plade er en kontinentalplade i det Caribiske Hav syd for Nordamerikanske Plade mellem Cuba, Mellemamerika og Sydamerika.
Den dækker et areal på ca. 3,2 millioner km² og grænser op til Nordamerikanske Plade, Sydamerikanske Plade, Nazcapladen og Cocospladen. Grænserne mellem pladerne er områder med høj seismisk aktivitet som jordskælv, vulkanudbrud og af og til tsunamier.